# Максимов, Николай Викторович
Николай Викторович Максимов (род. 3 августа 1957, Свердловск) — российский предприниматель, менеджер, инвестор, основатель и бывший совладелец «Макси-групп».

## Биография
Николай Максимов родился 3 августа 1957 года в Екатеринбурге.
Мечтал стать военным лётчиком и после школы два раза пытался поступить в Качинское лётное училище в Волгограде, однако, первый раз не прошёл по конкурсу, а во второй — по здоровью.
Не стремясь идти в армию, по совету дяди, пошёл работать на Уральский электромеханический завод, где пятнадцать лет проработал на этом заводе регулировщиком радиоаппаратуры, и параллельно поступил на вечернее отделение электромеханического факультета Свердловского горного института.
Во время работы занимался системой по проверке боеготовности ракет в связи с чем ездил по военным частям путешествуя по России.

## Предпринимательство
Окончив институт, решив, что единственным легальным способом подработки является подсобное хозяйство, занялся выращиванием огурцов на двадцати сотках в городе Троицке Челябинской области десять из которых перекрыл теплицами.
Шесть лет — до 1991 года занимался этим самостоятельно, совмещая с основной работой, которую оставил только в 1990 году.
В 1991 году в Екатеринбурге открылась товарная биржа, куда Николай подал заявку о желании работать брокером и через некоторое время одна московская фирма предложила ему эту должность.
Позже в том же году, вместе с женой открыли своё семейное частное предприятие «НикТан» — Николай и Татьяна, торговавшее древесиной и бумагой.
В 1992 году стал заниматься сбором медного лома и поставкой его на «Уралэлектромедь».
С 1992 по 1997 годы — заместитель генерального директора, а после генеральный директор торговой компании АОЗТ «Ликонда».
В 1994—1997 годах скупил контрольные пакеты трёх небольших металлургических заводов на Урале.
Во время аукциона по продаже акций Ревдинского завода по обработке цветных металлов купил первые 10 %, а в 1994 году довёл долю до контрольной.
В 1996 году купил Ревдинский металлургический завод.
В 1998 году[уточнить] (по другим данным в 2004 году) основал «Макси-групп», куда консолидировал ранее приобретённые металлургические заводы и компанию «Уралвтормет», занимавшуюся сбором металлолома.
В том же году избран членом наблюдательного совета ЗАО «Свердлсоцбанк» и пребывал на этой должности до 2005 года.
В 1999—2001 годах был членом наблюдательного совета АОЗТ «Агропромсервис» (база по поставке сельхоззапчастей).
В 2000 году становится президентом ОАО «Металлургический холдинг».
С 2000-х годов жил в основном в Сочи.
С 2003 года — член Совета директоров ЗАО «Нижнесергинский метизно-металлургический завод».
С 2008 года президент компании «Макси инвест».
В 2009 году занимался игрой на бирже и работал с плечом, брокерами были Банк ВТБ, «Ренессанс Капитал», «Тройка Диалог», «Уралсиб».
В марте 2009 года большую часть вырученных от продажи «Макси-групп» денег Максимов вложил на дне падения рыночных котировок в покупку акций Сбербанка, приобретя около 1,5 % он стал крупнейшим частным акционером «Сбера». За последующий год этот пакет подорожал почти в пять раз. В 2010 году предприниматель перестал значиться в списке акционеров банка.
В ноябре 2009 года прописался в Коврове Владимирской области, решив платить там подоходный налог и собираясь построить в нём завод.

## Конфликт с Лисиным
В 2007 году, в связи с обременительной долговой нагрузкой в 1,8 млрд долларов США и недостаточностью средств на развитие начал переговоры по продаже пакета «Макси-групп».
Вёл переговоры с Алишером Усмановым, Владимиром Лисиным, Алексеем Мордашовым и Александром Фроловым.
В результате продал контрольный пакет (50 % плюс 1 акция) «Макси-групп» Новолипецкому металлургическому комбинату Владимира Лисина.
Через два месяца после подписания соглашения о продаже контрольного пакета, в 2008 году начались судебные тяжбы партнёров. Максимов требовал доплаты за проданные акции, НЛМК отказывалась, обвиняя его в нарушении условий сделки.
25 августа 2011 года Арбитражный суд Москвы признал ОАО «Макси-групп» банкротом. 
9 февраля 2011 года Максимов был задержан правоохранительными органами в Москве за хищение более 7 миллиардов рублей, в ходе сделки по продаже 50%+1 акций ОАО «Макси-групп» — Новолипецкому металлургическому комбинату (НЛМК). В 2017 году прокуратурой было утверждено обвинительное заключение по статье 159 УК РФ и статье 174.1 УК РФ мошенничество и легализация преступных доходов.

## Собственность
По сведению ЕГРЮЛ, Максимов является соучредителем компаний АО «НЛМК-УРАЛ» и ООО ЧОП «Себек».

## Семья
Разведён официально с 2005 года, бывшая жена — Татьяна, трое детей.
От первого брака две дочери: старшей 31 год, окончила Свердловский юридический институт, работала в банке, после родила и воспитывает сына; младшей 21 год, на 2011 год училась в Англии в Лондонской школе экономики.
Младший сын родился от Оксаны Озорниной («партнёра по бизнесу», по утверждению Николая) в 2003 году, в 2010 году пошёл в школу в Англии.
С 2006 года «встречается с другой девушкой».

## Состояние
Входит в рейтинг «100 богатейших бизнесменов России» журнала Forbes с 2010 года, занимая 71 место с состоянием 950 миллионов долларов США. В рейтинге «200 богатейших бизнесменов России 2021» занял 163 позицию с состоянием 750 млн долларов.
В Рейтинге российских миллиардеров 2010 года, по данным журнала Финанс занимает 79 место с состоянием 960 миллионов долларов США.

## Хобби
Очень любит дайвинг, путешествия (не менее трёх раз в год), участвовать в сафари, беговые и горные лыжи, кататься на сноуборде.